# 1965 en Australie
Chronologie de l'Australie
- 1961
- 1962
- 1963
- 1964
- 1965
- 1966
- 1967
- 1968
- 1969

Cette page concerne les évènements survenus en 1965 en Australie :

## Événements
- Chevauchée pour la liberté (en) : voyage des aborigènes d'Australie pour sensibiliser contre la discrimination raciale.
- 11 janvier : Meurtres de Wanda Beach (en)

## Culture

### Cinéma
- Sortie du film Argile.

### Littérature
- Sortie des romans  :
  - Crumb Borne (en) de Clive Barry (en)
  - Descente de cave de Carter Brown
  - Le Marteau de Thor de Carter Brown
  - The Fear (en) de Thomas Keneally
  - The Slow Natives (en) de Thea Astley
  - Vue sur un nu de Carter Brown

## Sport
- 26 décembre 1964 au 2 janvier 1965 : Tournoi de tennis d'Adélaïde (dames 1964)
- 22 janvier-1er février : Championnat de tennis d'Australie
- 18-24 octobre : Tournoi de tennis Australian Hardcourt (dames 1965)
- 2-8 novembre : Tournoi de tennis de Brisbane (dames 1965)
- 8-13 décembre : Tournoi de tennis d'Adélaïde (dames 1965)
- Light Fingers (en) remporte la Coupe de Melbourne d'hippisme.

## Créations
- Australian Marine Conservation Society
- Centrale thermique de Callide
- Fédération nationale australienne de Boxe (en)
- Observatoire de Siding Spring

## Fermetures/Dissolutions
- Championnat d'Australie de Formule 2
- Théatre du prince Edward (Sydney) (en)

## Naissances
- Irina Berezina, joueuse d'échecs.
- Lucinda Cowden (en), actrice.
- Fiona Simpson (en), journaliste et personnalité politique.
- Tarnya Smith (en), personnalité politique.

## Décès
- Lex Davison (en), pilote automobile.
- Joe Abbott (en), personnalité politique.
- Florence Sulman (en), écrivaine.